# DKB
DKB (hangul: 다크비, pronunciado como "Darkbe") é um grupo masculino sul-coreano formado e gerenciado pela gravadora Brave Entertainment. Composto por nove integrantes, E-Chan, D1, Teo, GK, Heechan, Lune, Junseo, Yuku e Harry-June, o grupo fez sua estreia em 3 de fevereiro de 2020, com o lançamento do EP Youth e do single "Sorry Mama".

## História
DKB é o primeiro grupo masculino produzido pela Brave Entertainment desde o grupo Big Star, que estreou sete anos antes, em 2012. O nome DKB é uma abreviatura de "Dark Brown Eyes", que significa que "aqueles que os têm vão alcançar o mundo". Um representante da Brave Entertainment descreveu o grupo como "um novato que trará uma nova brisa para a indústria da música em 2020". Vários teasers foram lançados ao longo do segundo semestre de 2019 revelando os membros do grupo.
Em 16 de janeiro de 2020, a gravadora Brave Entertainment lançou uma imagem teaser mostrando os nove integrantes em pé contra um fundo escuro com iluminação vermelha. A imagem também revelou o título do EP de estreia do grupo, Youth, juntamente com sua data de lançamento, 3 de fevereiro. Youth foi lançado junto com seu single principal, "Sorry Mama", que foi produzido por Brave Brothers. O showcase de estreia do grupo foi realizado no Spigen Hall, em Gangnam, no mesmo dia. Na semana seguinte, o EP entrou no Gaon Album Chart na posição de número 41.
DKB lançou seu segundo EP, Love, e o single "Still", em 25 de maio de 2020.
Em 13 de agosto de 2020, durante o Soribada Best K-Music Awards, DKB venceu o "Next Artist Award", seu primeiro prêmio desde a estreia.
O grupo lançou seu terceiro EP Growth, juntamente com o single "Work Hard", em 26 de outubro de 2020.
Em 30 de março de 2021, DKB lançou seu primeiro álbum de estúdio, The Dice Is Cast, juntamente ao single "All In".

## Integrantes
- E-Chan (hangul: 이찬) – rapper, dançarino[2]
- Teo (hangul: 테오) – vocalista[2]
- D1 (hangul: 디원) – dançarino, vocalista[2]
- GK (hangul: 지케이) – rapper[2]
- Heechan (hangul: 희찬) – dançarino[2]
- Lune (hangul: 룬) – vocalista[2]
- Junseo (hangul: 준서) – dançarino[2]
- Yuku (hangul: 유쿠) – dançarino, vocalista[2]
- Harry-June (hangul: 해리준) – dançarino[2]

## Discografia

### Álbuns de estúdio
| Título           | Detalhes | Melhor posição nas tabelas | Vendas |
| Título           | Detalhes | KOR                        | Vendas |
| ---------------- | --- | -------------------------- | ------ |
| The Dice Is Cast | - Lançamento: 30 de março de 2021 - Gravadora: Brave Entertainment - Formatos: CD, download digital, streaming | 41                         | —      |

### Extended plays
| Título | Detalhes | Melhor posição nas tabelas | Vendas       |
| Título | Detalhes | KOR                        | Vendas       |
| ------ | --- | -------------------------- | ------------ |
| Youth  | - Lançamento: 3 de fevereiro de 2020 - Gravadora: Brave Entertainment - Formatos: CD, download digital, streaming | 41                         | - KOR: 2,006 |
| Love   | - Lançamento: 25 de maio de 2020 - Gravadora: Brave Entertainment - Formatos: CD, download digital, streaming     | 12                         | - KOR: 8,876 |
| Growth | - Lançamento: 26 de outubro de 2020 - Gravadora: Brave Entertainment - Formatos: CD, download digital, streaming  | 25                         | - KOR: 7,951 |

### Singles
| Título                                                                                   | Ano  | Melhor posição nas tabelas | Vendas | Álbum            |
| Título                                                                                   | Ano  | KOR                        | Vendas | Álbum            |
| ---------------------------------------------------------------------------------------- | ---- | -------------------------- | ------ | ---------------- |
| "Sorry Mama" (미안해 엄마)                                                               | 2020 | —                          | —      | Youth            |
| "Still" (오늘도 여전히)                                                                  | 2020 | —                          | —      | Love             |
| "Work Hard" (난 일해)                                                                    | 2020 | —                          | —      | Growth           |
| "All In" (줄꺼야)                                                                        | 2021 | —                          | —      | The Dice Is Cast |
| "—" indica lançamentos que não figuraram nas paradas ou não foram lançados nessa região. |      |                            |        |                  |